# NASCAR Winston Cup de 1978
A Temporada da NASCAR Winston Cup de 1978 foi a 30º edição da Nascar, com 30 etapas disputadas o campeão foi Cale Yarborough.

## Calendário
| N. | Data   | Corrida                 | Circuito                        | Campeão         | Segundo         | Terceiro          |
| 1  | 22-jan | Winston Western 500     | Riverside International Raceway | Cale Yarborough | Benny Parsons   | David Pearson     |
| 2  | 19-feb | Daytona 500             | Daytona International Speedway  | Bobby Allison   | Cale Yarborough | Benny Parsons     |
| 3  | 26-feb | Richmond 400            | Richmond International Raceway  | Benny Parsons   | Lennie Pond     | Cale Yarborough   |
| 4  | 5-mrt  | Carolina 500            | Rockingham Speedway             | David Pearson   | Bobby Allison   | Benny Parsons     |
| 5  | 19-mrt | Atlanta 500             | Atlanta Motor Speedway          | Bobby Allison   | Dave Marcis     | Donnie Allison    |
| 6  | 2-apr  | Southeastern 500        | Bristol Motor Speedway          | Darrell Waltrip | Benny Parsons   | Dave Marcis       |
| 7  | 9-apr  | Rebel 500               | Darlington Raceway              | Benny Parsons   | Darrell Waltrip | Lennie Pond       |
| 8  | 16-apr | Gwyn Staley 400         | North Wilkesboro Speedway       | Darrell Waltrip | Richard Petty   | Benny Parsons     |
| 9  | 23-apr | Virginia 500            | Martinsville Speedway           | Darrell Waltrip | Neil Bonnett    | Richard Petty     |
| 10 | 14-mei | Winston 500             | Talladega Superspeedway         | Cale Yarborough | Buddy Baker     | A.J. Foyt         |
| 11 | 21-mei | Mason-Dixon 500         | Dover International Speedway    | David Pearson   | Cale Yarborough | Lennie Pond       |
| 12 | 28-mei | World 600               | Charlotte Motor Speedway        | Darrell Waltrip | Donnie Allison  | Bobby Allison     |
| 13 | 3-jun  | Music City USA 420      | Music City Motorplex            | Cale Yarborough | Lennie Pond     | Richard Petty     |
| 14 | 11-jun | NAPA 400                | Riverside International Raceway | Benny Parsons   | Richard Petty   | Bobby Allison     |
| 15 | 18-jun | Gabriel 400             | Michigan International Speedway | Cale Yarborough | David Pearson   | Benny Parsons     |
| 16 | 4-jul  | Firecracker 400         | Daytona International Speedway  | David Pearson   | Cale Yarborough | Darrell Waltrip   |
| 17 | 15-jul | Nashville 420           | Music City Motorplex            | Cale Yarborough | Darrell Waltrip | Richard Childress |
| 18 | 30-jul | Coca-Cola 500           | Pocono Raceway                  | Darrell Waltrip | David Pearson   | Bobby Allison     |
| 19 | 6-aug  | Talladega 500           | Talladega Superspeedway         | Lennie Pond     | Donnie Allison  | Benny Parsons     |
| 20 | 20-aug | Champion Spark Plug 400 | Michigan International Speedway | David Pearson   | Cale Yarborough | Darrell Waltrip   |
| 21 | 26-aug | Volunteer 500           | Bristol Motor Speedway          | Cale Yarborough | Benny Parsons   | Darrell Waltrip   |
| 22 | 4-sep  | Southern 500            | Darlington Raceway              | Cale Yarborough | Darrell Waltrip | Richard Petty     |
| 23 | 10-sep | Capital City 400        | Richmond International Raceway  | Darrell Waltrip | Bobby Allison   | Neil Bonnett      |
| 24 | 17-sep | Delaware 500            | Dover International Speedway    | Bobby Allison   | Cale Yarborough | Buddy Baker       |
| 25 | 24-sep | Old Dominion 500        | Martinsville Speedway           | Cale Yarborough | Darrell Waltrip | Benny Parsons     |
| 26 | 1-okt  | Wilkes 400              | North Wilkesboro Speedway       | Cale Yarborough | Darrell Waltrip | Bobby Allison     |
| 27 | 8-okt  | NAPA National 500       | Charlotte Motor Speedway        | Bobby Allison   | Darrell Waltrip | Dave Marcis       |
| 28 | 22-okt | American 500            | Rockingham Speedway             | Cale Yarborough | Bobby Allison   | Darrell Waltrip   |
| 29 | 5-nov  | Dixie 500               | Atlanta Motor Speedway          | Donnie Allison  | Richard Petty   | Dave Marcis       |
| 30 | 19-nov | Los Angeles Times 500   | Ontario Motor Speedway          | Bobby Allison   | Cale Yarborough | Donnie Allison    |

## Eindstand - Top 10
| 1  | Cale Yarborough   | 4841 |
| 2  | Bobby Allison     | 4367 |
| 3  | Darrell Waltrip   | 4362 |
| 4  | Benny Parsons     | 4350 |
| 5  | Dave Marcis       | 4335 |
| 6  | Richard Petty     | 3949 |
| 7  | Lennie Pond       | 3794 |
| 8  | Dick Brooks       | 3769 |
| 9  | Buddy Arrington   | 3626 |
| 10 | Richard Childress | 3566 |